# Поєзер'є
43°09′ пн. ш. 17°27′ сх. д. / 43.15° пн. ш. 17.45° сх. д.
Поєзер'є (хорв. Pojezerje) – громада в Дубровницько-Неретванській жупанії Хорватії.

## Населення
Населення громади за даними перепису 2011 року становило 991 осіб. 
Динаміка чисельності населення громади:

## Населені пункти
До громади входять:
- Бречичі
- Дубраве
- Кобиляча
- Малий Пролог
- Отрич-Сеоці
- Позла Гора